# Ґраветтська культура

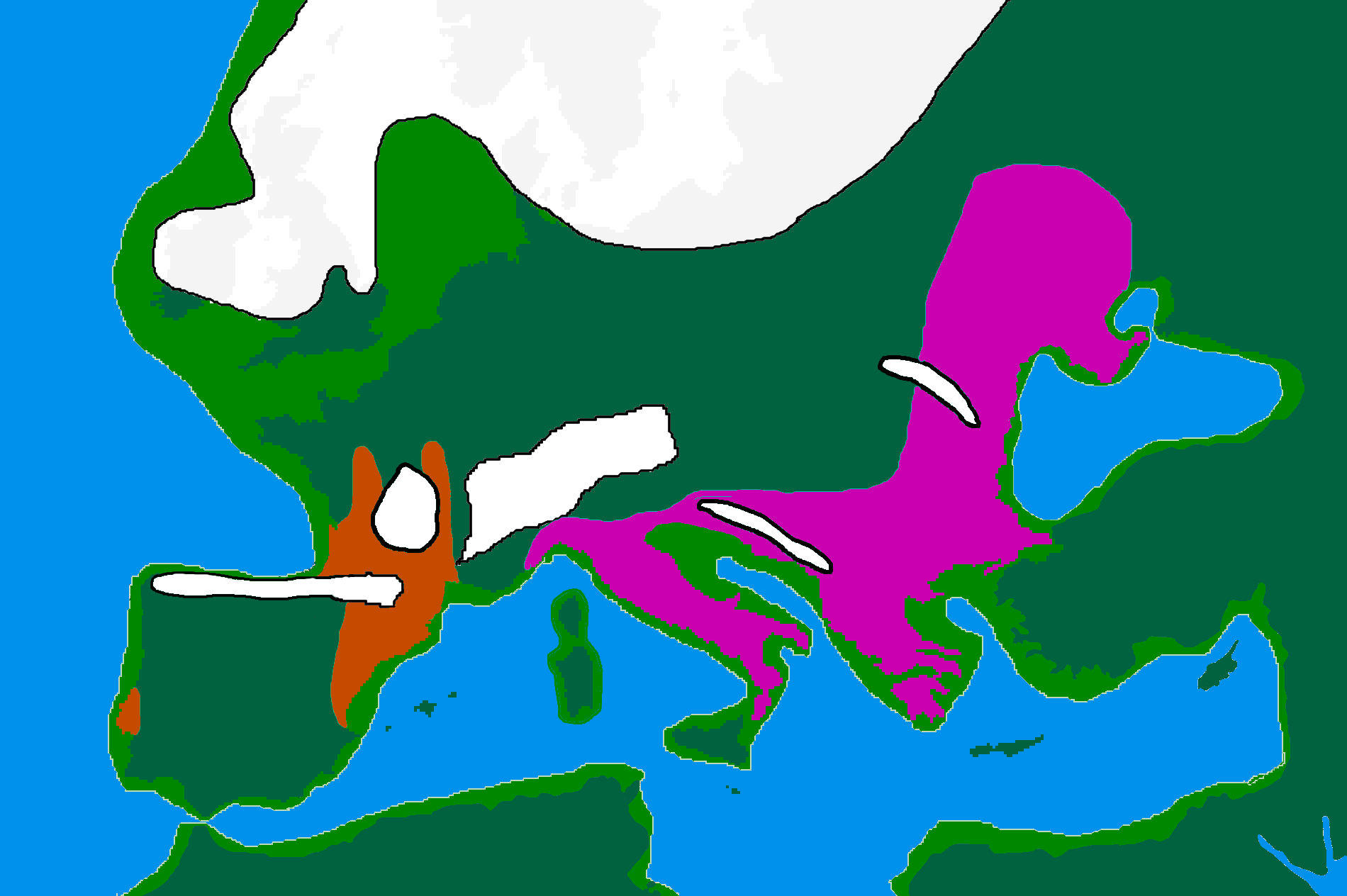
Європейські сховища Останнього Льодовикового Максимуму, 20.000 р. тому
Солютрейська та пре-Солютрейська культури
Епіграветтська культура

Граве́тська культу́ра (Граветт, Ла-Граветт, Лаграветтська, Граветянська) — археологічна культура пізнього палеоліту.
Науково датується 28 000—21 000 роками до н. е.
Названа за печерою Ла Граветт (фр. la Gravette) в департаменті Дордонь (Франція).
Є третім етапом в оріньяцько-перигорському комлексі культур. За своїми виробами належить до пізньої перигорської культури. Змінила оріньяцьку культуру в Західній Європі. Передує мадлену. В Центральній і Східній Європі до сучасної Росії існував Східний Граветт.
Кам'яні комплекси граветських культур відзначаються розвиненою технологією платівчатого розколювання кременю та використанням різноманітних вістер і мікролітів із затупленим краєм — гравет і мікрогравет, прямокутників тощо. Виготовлялись малі статуї голих палеолітичних Венер.
Народ культури — кроманьйонці, антропологічно подібні до 50 % сучасного населення Європи. Як вважають вчені[джерело?], народ склався також з частини неандертальців, що пережили холод. Це підтверджується близкістю граветянської культури і культури класичних неандертальців — мустьє.